# Barypygiacris
Barypygiacris is een geslacht van rechtvleugeligen uit de familie veldsprinkhanen (Acrididae). De wetenschappelijke naam van dit geslacht is voor het eerst geldig gepubliceerd in 1979 door Descamps.

## Soorten
Het geslacht Barypygiacris  is monotypisch en omvat slechts de volgende soort:
- Barypygiacris hodeberti (Descamps, 1979)